# 梶原熊雄

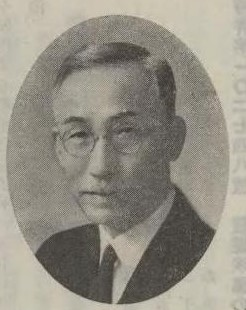
梶原熊雄

梶原 熊雄（かじわら くまお、1870年3月2日（明治3年2月1日） - 没年不明）は、日本の発明家。旭光学工業（後のPENTAX）の創業者。
福岡県福岡薬研町（現・福岡市中央区天神）出身。旧制福岡中学校、京都画学校卒業。1894年（明治27年）から1906年（明治39年）まで宮崎県師範学校兼宮崎県立宮崎中学校教諭、佐賀県立第一中学校兼小城中学校教諭を歴任した。1906年に中国政府から招聘され蘇州高等師範学堂教習となり、1909年（明治42年）に南京高等学堂教習となり、1912年（明治45年）に辛亥革命が起きたため辞職し帰国した。
1919年（大正8年）に旭光学工業を創業した。

## 特許
- 特許第83649号 光学的音響記録装置
- 特許第85383号 光学的音響記録装置
- 特許第91865号 光学的音響記録装置又は再生装置用分割スリット
- 特許第96519号 光音装置に関する光学系の改良